# Xã Indian Prairie, Quận Wayne, Illinois
Xã Indian Prairie (tiếng Anh: Indian Prairie Township) là một xã thuộc quận Wayne, tiểu bang Illinois, Hoa Kỳ. Năm 2010, dân số của xã này là 626 người.